# Eucladoceros
Eucladoceros is een geslacht van uitgestorven hertachtigen. Fossielen zijn gevonden in Europa, het Midden-Oosten en Centraal-Azië.
Het dier leefde in het Laat-Pleistoceen. Eucladoceros was 2,5 meter lang en 1,8 meter hoog bij de schouder. Het gewei was tot 1,7 meter breed. Het dier had wel wat weg van een edelhert, maar was wel groter.
Het eerste fossiel (Eucladoceros dicranios) werd in 1841 gevonden door Filippo Nesti, directeur van het Museo di Storia Naturale di Firenze in Ceyssaguet, Lavoûte-sur-Loire in het Franse departement Haute-Loire (regio Auvergne-Rhône-Alpes). Datzelfde jaar vond hij in de kleilagen van Tegelen het fossiel van de Eucladoceros teguliensis. Later werd deze naam veranderd in Eucladoceros ctenoides. In Nederland is deze soort nog steeds bekend als het Grote Tegelse hert.